# Isla Conchagüita
Die Isla Conchagüita ist eine Insel im Golf von Fonseca, sie liegt rund fünf Kilometer südlich der Isla Zacatillo in El Salvador. Die Insel gehört zur Verwaltung des Departamento La Unión und ist ein Canton des Municipio Meanguera del Golfo.
Im Westen der Insel befinden sich heute zwei kleine Bebauungen die als Wochenendsiedlungen genutzt werden. Bis Anfang 1940 wurde die Insel von Fischerfamilien ganzjährig bewohnt.

## Geschichte
José Heriberto Erquicia, Archäologe und Professor an der Universidad Tecnológica de El Salvador, berichtet in seinen Aufzeichnungen über die Siedlung auf der Insel. Bei Ausgrabungen fand er Artefakte und paläolithischen Petroglyphen die auf eine frühe prähistorisch Besiedlung der Insel hinweisen.

### 15. Jahrhundert
Auf einer Keramik in der Ruine fand man den Namen der Kirche Iglesia Santiago. Die Wände der Kirche wurden aus Felssteinen errichtet und das Dach war mit Stroh gedeckt. Es wird angenommen, dass die Kirche im späten 15. Jahrhundert erbaut und im frühen 16. Jahrhundert erweitert wurde.
Chronisten des Bistums von Guatemala bestätigen, dass Pater Fray Alonso Ponce im Jahre 1586 und seine Begleiter dort eine Dankmesse in der Kirche feierten als sie auf ihrer Reise von Guatemala kommend die Insel besuchten. Die Lage der Ruine vermittelt den Eindruck in seiner Struktur und seiner geografischen Lage, dass sie von besonderer Bedeutung gewesen sein muss. Die geometrischen Maße des Ruinengrundriss sind beträchtlich, sowohl die Innen- und Außenseiten des Mauerwerks beeindrucken. Die Frage ob die Kirche auch als Festung im späteren 17. Jahrhundert diente wird vermutet, ist jedoch nicht belegt.